# 니와군

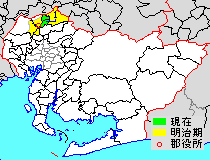
아이치현 나와군의 위치 (1.오구치정 2.후소정)

니와군(일본어: 丹羽郡, にわぐん)은 일본 아이치현(오와리국)의 군이다.
인구 58,151명, 면적 24.8km², 인구밀도 2,345명/km².(2025년 6월 1일, 추계인구)
이하 2정으로 구성된다.
- 오구치정(大口町)
- 후소정(扶桑町)

## 군역
1878년 행정 구역으로 발족 당시의 군역은 위의 2정 외애 아래 구역에 해당한다.
- 이치노미야시의 일부
- 이누야마시 전역
- 고난시의 대부분
- 이와쿠라시 전역

## 역사
- 1878년 12월 20일 - 군구정촌 편제법이 아이치현에서 시행되면서, 행정 구역으로서의 니와군(丹羽郡)이 발족.

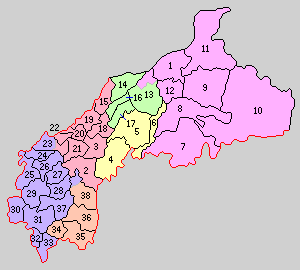
1.이누야마정 2.고오리촌 3.아키쓰촌 4.오타촌 5.오구치촌 6.도미나리촌 7.가쿠덴촌 8.하구로촌 9.이와타촌 10.이마이촌 11.젠지노촌 12.이와하시촌 13.다카오촌 14.야마나촌 15.와카쓰촌 16.도요쿠니촌 17.가시와모리촌 18.아사히촌 19.료타카야촌 20.고치노촌 21.사카에촌 22.히가시노촌 23.도요하라촌 24.도키노시마촌 25.아카하촌 26.호나미촌 27.우키노촌 28.아오키촌 29.아사부치촌 30.다카모리촌 31.미에시마촌 32.고코노카이치바촌 33.후타가와촌 34.시마노촌 35.도요아키촌 36.이와쿠라촌 37.도요토미촌 38.오사나촌 (보라: 이치노미야시 분홍: 이누야마시 빨강: 고난시 주황: 이와쿠라시 노랑: 오구치정 녹색: 후소정)

- 1889년 10월 1일 - 정촌제 시행으로, 아래의 정촌이 발족.(1정 37촌)

- 이누야마정(犬山町): 현 이누야마시
- 고오리촌(小折村): 현 고난시
- 아키쓰촌(秋津村): 현 고난시
- 오타촌(太田村): 현 오구치정
- 오구치촌(小口村): 현 오구치정
- 도미나리촌(富成村): 현 오구치정
- 가쿠덴촌(楽田村): 현 이누야마시
- 하구로촌(羽黒村): 현 이누야마시
- 이와타촌(岩田村): 현 이누야마시
- 이마이촌(今井村): 현 이누야마시
- 젠지노촌(善師野村): 현 이누야마시
- 이와하시촌(岩橋村): 현 이누야마시
- 다카오촌(高雄村): 현 후소정, 이누야마시
- 야마나촌(山名村): 현 후소정
- 와카쓰촌(和勝村): 현 고난시
- 도요쿠니촌(豊国村): 현 후소정
- 가시와모리촌(柏森村): 현 후소정
- 아사히촌(旭村): 현 고난시
- 료타카야촌(両高屋村): 현 고난시
- 고치노촌(古知野村): 현 고난시
- 사카에촌(栄村): 현 고난시
- 히가시노촌(東野村): 현 고난시
- 도요하라촌(豊原村): 현 이치노미야시, 고난시
- 도키노시마촌(時之島村): 현 이치노미야시
- 아카하촌(赤羽村): 현 이치노미야시
- 호나미촌(穂波村): 현 이치노미야시
- 우키노촌(浮野村): 현 이치노미야시
- 아오키촌(青木村): 현 이치노미야시
- 아사부치촌(浅淵村): 현 이치노미야시
- 다카모리촌(多加森村): 현 이치노미야시
- 미에시마촌(三重島村): 현 이치노미야시
- 고코노카이치바촌(九日市場村): 현 이치노미야시
- 후타가와촌(二川村): 현 이치노미야시
- 시마노촌(島野村): 현 이와쿠라시
- 도요아키촌(豊秋村): 현 이와쿠라시
- 이와쿠라촌(岩倉村): 현 이와쿠라시
- 도요토미촌(豊富村): 현 이치노미야시
- 오사나촌(幼村): 현 이와쿠라시, 이치노미야시

- 1890년 10월 6일 - 이마이촌이 분리되어, 이케노촌(池野村)·이마이촌(今井村)이 각각 발족.(1정 38촌)
- 1891년 4월 1일 - 군제 시행.
- 1892년 4월 18일 - 이와쿠라촌이 정제 시행으로 이와쿠라정(岩倉町)이 됨.(2정 37촌)
- 1893년 11월 18일 - 도요하라촌의 일부(島宮·上奈良)가 히가시노촌에 편입.
- 1894년 11월 26일 - 고오리촌이 정제 시행과 개칭으로 호테이정(布袋町)이 됨.(3정 36촌)
- 1895년 8월 19일 - 오구치촌의 일부(余野)이 가시와모리촌에 편입.
- 1896년
  - 11월 2일 - 고치노촌이 정제 시행으로 고치노정(古知野町)이 됨.(4정 35촌)
  - 11월 30일 - 도요하라촌이 개칭하여 세베촌(瀬部村)이 됨.
- 1906년
  - 5월 1일 - 아래의 정촌 통합이 시행됨. 호테이정은 편입합병, 나머지는 신설합병.(4정 24촌)
    - 고치노정 ← 고치노정, 히가시노촌, 와카쓰촌, 아사히촌, 료타카야촌, 아키쓰촌［山王·北野·石枕·尾崎］, 사카에촌［赤童子］
    - 호테이정 ← 호테이정, 아키쓰촌［東大海道·今市場·力長·安良·寄木］, 사카에촌［木賀·中奈良］
    - 지아키촌(千秋村) ← 도요토미촌, 아오키촌, 우키노촌, 오사나촌［加納馬場·芝原］
    - 이와쿠라정 ← 도요아키촌·시마노촌·이와쿠라정·오사나촌［八剱·井上·石仏·神野］

  - 7월 1일 - 아래의 정촌 통합이 시행됨. 각각 신설합병.(4정 17촌)
    - 단요촌(丹陽村) ← 고코노카이치바촌, 후타가와촌, 미에시마촌, 다카모리촌
    - 니시나리촌(西成村) ← 아사부치촌, 아카하촌, 호나미촌, 도키노시마촌, 세베촌

  - 10월 1일 - 아래의 정촌 통합이 시행됨. 각각 신설합병.(4정 9촌)
    - 이누야마정 ← 이누야마정, 이와하시촌, 다카오촌［上野·木津］
    - 후소촌(扶桑村) ← 다카오촌［高雄］, 야마나촌, 도요쿠니촌, 가시와모리촌［柏森］
    - 오구치촌(大口村) ← 가시와모리촌［余野］, 오구치촌, 도미나리촌, 오타촌
    - 조토촌(조토촌) ← 젠지노촌, 이와타촌, 이마이촌
- 1907년)- 단요촌의 일부(大字馬見塚)가 니시나리촌에 편입.
- 1940년 9월 20일 - 니시나리촌이 이치노미야시에 편입.(4정 8촌)
- 1952년 8월 1일 - 후소촌이 정제 시행으로 후소정(扶桑町)이 됨.(5정 7촌)
- 1954년
  - 4월 1일 - 이누야마정·조토촌·이케노촌·하구로촌·가쿠덴촌이 합병하여, 이누야마시(犬山市)가 발족, 군에서 이탈.(4정 3촌)
  - 6월 1일 - 호테이정·고치노정이 하구리군 미야타정·구사이촌과 합병하여 고난시(江南市)가 발족, 군에서 이탈.(2정 3촌)
- 1955년
  - 1월 1일 - 단요촌이 이치노미야시에 편입.(2정 2촌)
  - 4월 7일 - 지아키촌이 이치노미야시에 편입.(2정 1촌)
- 1962년 4월 1일 - 오구치촌이 정제 시행으로 오구치정(大口町)이 됨.(3정)
- 1971년 12월 1일 - 이와쿠라정이 시제 시행으로 이와쿠라시(岩倉市)가 발족, 군에서 이탈.(2정)